# Яблонскис, Йонас

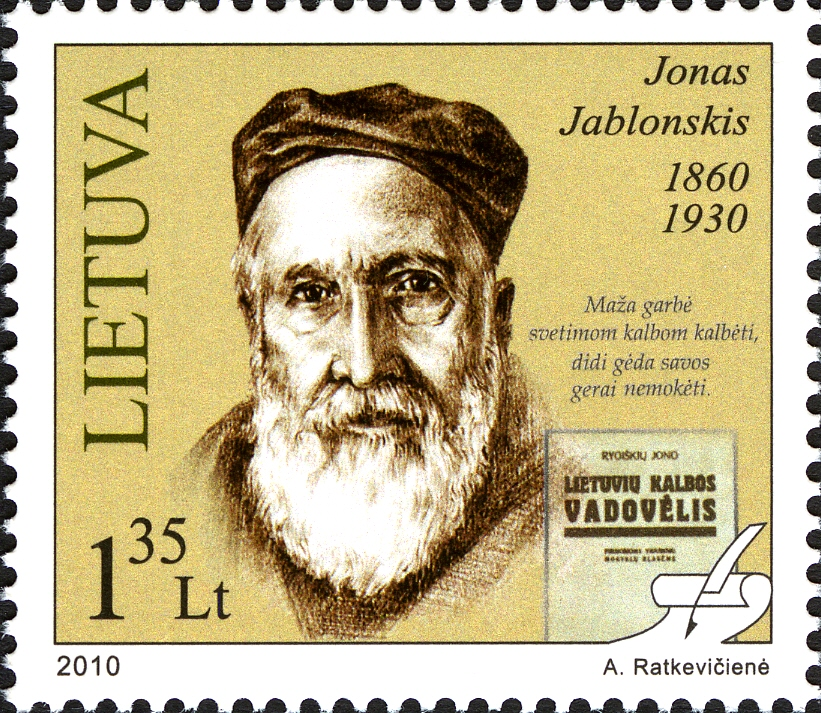
150 лет со дня рождения Йонаса Яблонскиса, Почта Литвы, 2010

Йо́нас Ябло́нскис (лит. Jonas Jablonskis; 30 декабря 1860, дер. Кубилеляй (ныне Шакяйский район) — 23 февраля 1930, Каунас) — литовский языковед, текстолог, переводчик; «отец» литовского литературного языка.

## Биография
Учился в гимназии в Мариямполе и на Историко-филологическом факультете Московского университета, где окончил отделение классической филологии (1885). Интерес к литовскому языку пробудился под влиянием профессоров Ф. Ф. Фортунатова и Ф. Е. Корша.
Преподавал греческий и латынь в Митаве (ныне Елгава), Ревеле (ныне Таллин), Поневеже (ныне Паневежис, 1906—1908), Бресте (1908—1912), Гродно.
За причастность к литовскому национально-патриотическому движению высылался в 1902 году в Псков. В 1904—1905 годах работал в редакции литовской газеты «Вильняус жиниос» («Vilniaus žinios»), затем в редакции газеты «Летувос укининкас». В начале Первой мировой войны вместе со школой был эвакуирован в Велиж. В 1915—1918 годах преподавал в гимназии в Воронеже.
С 1919 года жил в Каунасе. В 1922—1926 годах преподавал в каунасском Литовском университете (с 1930 года Университет Витаутаса Великого). Похоронен на Пятрашюнском кладбище в Каунасе.
Был изображён на банкноте номиналом 5 литов.
В городе Мариямполе (на юго-западе Литвы, седьмом по количеству жителей) установлен памятник.

## Деятельность
В газетах и журналах «Аушра», «Варпас», «Летувос жинёс», «Вайрас» и других публиковал статьи по вопросам языка и культуры литовской речи, на темы общественной жизни и литературы, также рецензии книг.
Издал «Грамматику литовского языка» („Lietuviškos kalbos gramatika“, 1901, под псевдонимом Пятрас Кряушайтис; „Lietuvių kalbos gramatika“, 1919; дополненное издание 1922), «Синтаксис литовского языка» („Lietuvių kalbos sintaksė“, 1911), «Учебник литовского языка» („Lietuvių kalbos vadovėlis“, 1925) и другие труды и пособия по литовскому языку.

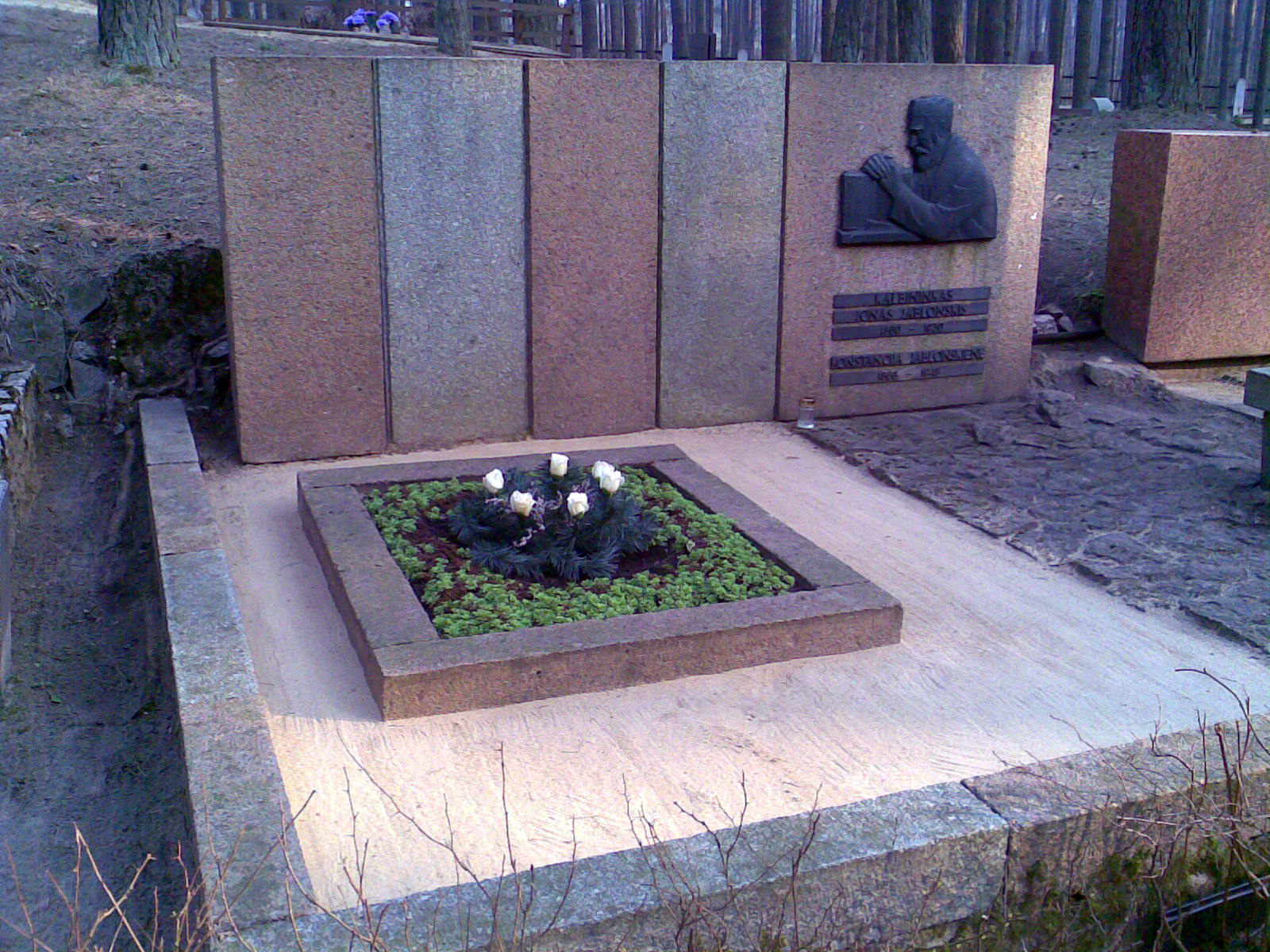
Могила Яблонскиса на Пятрашюнском кладбище (Каунас)

Разрабатывал нормы литовского литературного языка, сыграв важную роль в его формировании и переходе к нему от диалектных форм литовской литературы. Редактировал произведения писательниц Юлии Жемайте, Габриэле Пяткявичайте-Бите, писателя Йонаса Билюнаса, придав им канонический вид. Переводил (отчасти вместе с учениками) научно-популярную и просветительскую литературу, художественные произведения. Среди них басни И. А. Крылова, «Кентервильское привидение» Оскара Уайльда.
Пользовался псевдонимом Ригишкю Йонас (Rygiškių Jonas, Йонас из Ригишкяй).

## Семья
В 1890 году женился на Констанции Скетерите. В браке родились 5 детей. Сын — Константинас Яблонскис, известный литовский историк, профессор, академик. Дочь — Она Яблонските-Ландсбергене, врач-офтальмолог и мать Витаутаса Ландсбергиса.